# The Ghost Busters

Schriftzug aus dem Intro

The Ghost Busters ist eine US-amerikanische Fernsehserie, die 1975 produziert, und von 1975 bis 1976 auf CBS ausgestrahlt wurde. Es wurde lediglich eine Staffel mit 15 Episoden produziert. Regisseure der Serie waren Norman Abbott (acht Folgen) und Larry Peerce (sieben Folgen). Die Handlung dreht sich um die zwei tollpatschigen Detektive Jake Kong und Eddie Spencer, sowie einen Gorilla namens Tracy, die Gespenster- und Monstererscheinungen untersuchen.
Die Serie hat keinen Bezug zu dem Kinofilm Ghostbusters – Die Geisterjäger von 1984 (wenngleich sich Columbia Pictures die Namensrechte von Filmation sicherte), aber einen zur Zeichentrickserie Ghostbusters von Filmation (1986 bis 1988), in der die Söhne Jake Kong jr. und Eddie Spencer jr., sowie Tracy der Gorilla auf Geisterjagd gehen und von ihren Serienvätern besucht werden.

## Handlung
Jede Episode beginnt damit, dass Jake, Eddie und Tracy in einen Convenience Shop gehen, um sich neue Aufträge in Form von Tonbandaufnahmen, die eine Missionsbeschreibung enthalten, zu besorgen. Die Tonbänder werden in Anspielung auf Kobra, übernehmen Sie in Fahrrädern, Schreibmaschinen, Gemälden und Ähnlichem versteckt. Die Tonbandaufnahmen enden immer mit dem Hinweis „Diese Nachricht wird sich in fünf Sekunden selbst zerstören“ („This message will self-destruct in five seconds“). Wenn diese explodiert, ist Tracys Gesicht wie in einem Zeichentrickfilm geschwärzt. Ihre Nachforschungen bringen sie stets zu demselben alten Spukschloss außerhalb der Stadt, wo sie die Gespenster mit ihren Dematerialisatoren wieder ins Jenseits befördern.

## Episodenliste
1. The Maltese Monkey
2. Dr. Whatshisname
3. The Canterville Ghost
4. Who’s Afraid of the Big Bad Wolf?
5. The Flying Dutchman
6. The Dummy’s Revenge
7. A Worthless Gauze
8. Which Witch is Which?
9. They Went Thataway
10. The Vampire’s Apprentice
11. Jekyll & Hyde-Together, For the First Time!
12. Only Ghosts Have Wings
13. The Vikings Have Landed
14. Merlin, the Magician
15. The Abominable Snowman

## Sonstiges
- Bob Burns, der Tracy in einem Gorillakostüm spielte, wurde im Vorspann als Tracys Trainer angegeben („Tracy“ trained by Bob Burns).
- Die Serie brachte die Schauspieler Forrest Tucker und Larry Storch wieder in Rollen zusammen, die ähnliche tollpatschige Charaktere verkörperten wie die, die sie in der Serie F Troop zusammen spielten.
- Die Namen von Spencer und Tracy wurden vom US-amerikanischen Schauspieler Spencer Tracy abgeleitet.
- Die Serie kam mit dem Titel The Ghost Busters – The Complete Series auf DVD mit Bonusmaterial heraus.